# Forêt de Verrières
La forêt de Verrières est une forêt domaniale située dans les départements de l'Essonne et des Hauts-de-Seine dans la région Île-de-France, à treize kilomètres au sud-ouest de Paris.

## Géographie physique
La forêt de Verrières est implantée à l'extrême nord-ouest du Hurepoix, sur le versant nord de la vallée de la Bièvre et sur la partie sud du plateau de Villacoublay.
Elle est traversée par un réseau dense de routes forestières. Le carrefour de l'Obélisque se situe à 172 mètres d'altitude.
Plusieurs points d'eau sont disséminés, la mare Chalot au nord, les trois mares au sud, toutes alimentées par le ruissellement des eaux de pluie.

## Faune et flore
La faune et la flore de la forêt ont été repérées dans le cadre d'une Zone naturelle d'intérêt écologique, faunistique et floristique de type 1 qui couvre 739 ha.

### Flore
La forêt de Verrières est peuplée de chênes, châtaigniers, frênes, charmes et bouleaux. En certains points, on y trouve depuis peu des pins sylvestres, des chênes rouges d'Amérique et des pins noirs.

### Faune
On trouve dans la forêt des lapins de garenne, des noctules communes, des fouines, des renards roux, des belettes, des mulots sylvestres, des campagnols des champs, des musaraignes musette, des taupes, des hérissons, des écureuils roux et des chevreuils.

## Histoire

### Préhistoire
La présence humaine dans le bois remonte au paléolithique moyen. Les fouilles du siècle dans le bois ont révélé de véritables ateliers de taille de pierre ainsi que des milliers de pierres taillées dont la plus anciennes est âgée de 300 000 ans. La présence préhistorique est attribuée aux avantages que présentent le site : l’eau de la Bièvre, le bois de la forêt et la présence de grès et de silex en surface permettant la conception d’outils.

### Moyen Âge
Au Moyen Âge la bourgade de Verrière est le domaine de l’abbaye de Saint-Germain-des-Prés, mais au milieu du XIIe siècle la propriété du bois était sujette aux disputes entre l’abbaye et les seigneurs locaux de Macy (devenu Massy). En 1168 le seigneur de Massy renonce à ses prétentions et la forêt revient intégralement aux religieux de Saint-Germain-des-Prés.

### Temps modernes
Henri IV est venu chasser dans le bois à plusieurs reprises. En 1630, le roi Louis XIII qui appréciait la forêt pour y chasser fit percer deux routes forestières encore utilisées aujourd'hui, l'une d'ouest en est, de Villacoublay à Verrières-le-Buisson et l'autre du nord au sud, de Châtenay-Malabry au hameau d'Amblainvilliers.
Louis XIV engloba le bois dans les territoires des « plaisirs du Roi », comme ses prédécesseurs il allait y chasser de temps en temps. La couronne fit aménager le bois pour la chasse en créant en plus des deux routes, un obélisque et un pavillon de chasse. L’obélisque a donné son nom au carrefour principal du bois mais il a été détruit avec le pavillon durant la Révolution.

### Époque contemporaine

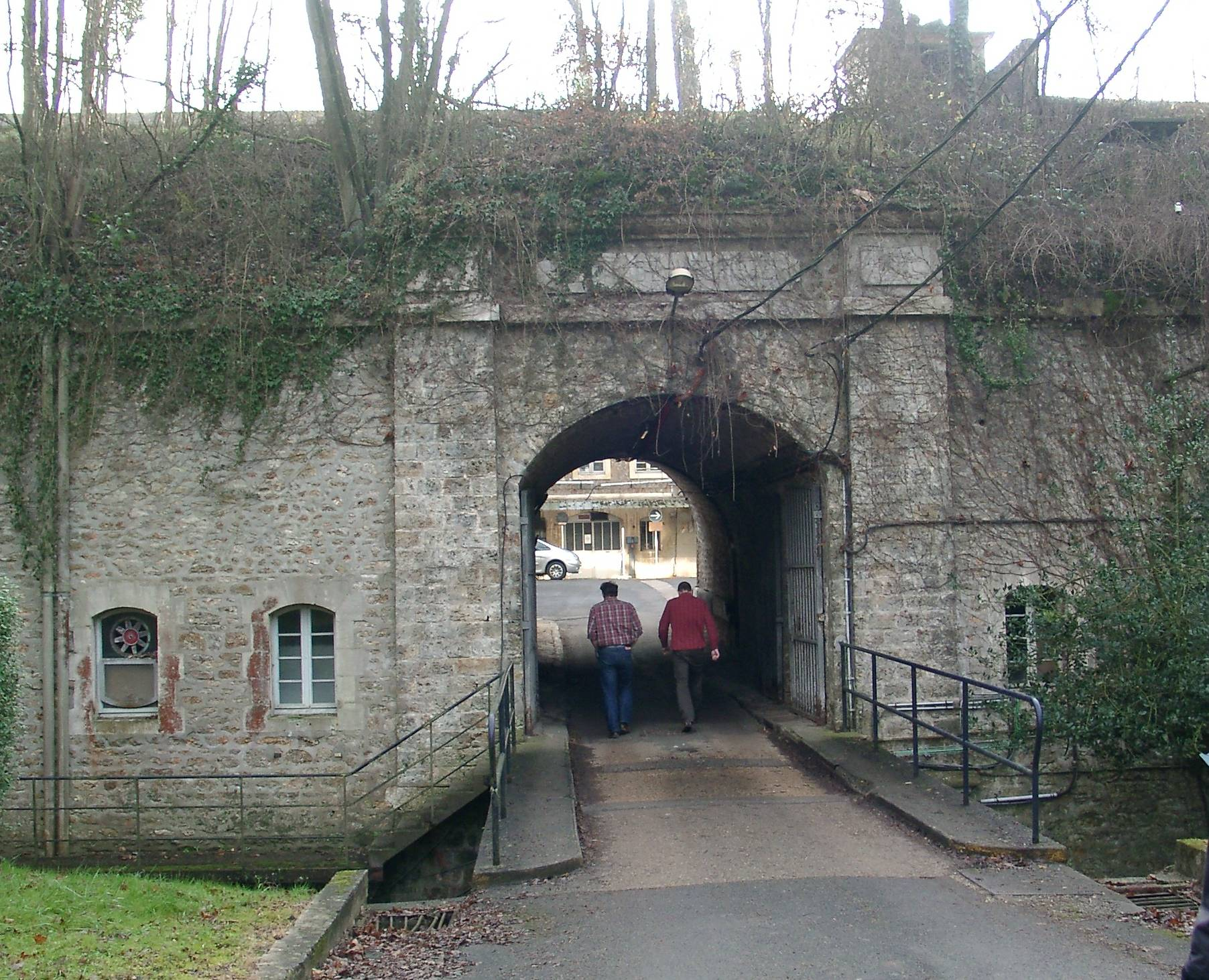
L'entrée du réduit de Verrières.

Le 1er juillet 1815, le général Exelmans battit les troupes de la Septième Coalition dans la plaine subsistant du bois de Verrières rasé.
En 1875 fut construit dans la forêt un ensemble de fortifications destinées à défendre la vallée de la Bièvre et donc la capitale. Elles se composent d'un réduit central et de cinq batteries, les Gâtines, Igny, Bièvres, la Châtaigneraie et le Terrier. Ces batteries ont servi à l’hébergement des blessés durant la Première Guerre mondiale, mais l’inutilité des fortifications durant les deux guerres mondiales ont conduit à leur déclassement en 1946.
Le site des Gâtines a été occupé par Nord-Aviation puis par l'Aérospatiale, où elle étudiait des missiles, jusqu'en 1998. Le Réduit fut occupé à partir de 1958 par le Service d'Aéronomie du CNRS.
La batterie de Bièvres a été reconvertie par la Direction générale de la Sécurité intérieure depuis 2019 pour des exercices de tirs. Des habitants, des associations et les mairies de Bièvres, Igny et Verrières ont cherché à informer et alerter sur les nuisances sonores pour les habitants des trois communes ainsi que la faune, sans réponse.
Aujourd'hui les fonctions récréatives sont importantes. On y trouve un poney-club et une piste de BMX. Les promeneurs en famille, les coureurs et les pratiquants du VTT sont nombreux. On relève parfois les traces de parties de paintball sauvage. Certains abords du bois ont également été réputés comme lieu de rencontres adultes.

## Géographie administrative
La forêt de Verrières s'étend sur le territoire des communes de Verrières-le-Buisson dans l'Essonne et Châtenay-Malabry dans les Hauts-de-Seine. Elle est gérée par l'Office national des forêts.
La forêt est traversée par les sentiers de grande randonnée GR 11 et GR 655.

## Pour approfondir

## Sources
1. ↑  Coordonnées relevées à l'aide de Google Maps au carrefour de l'Obélisque
2. ↑  Notice de la ZNIEFF de la forêt de Verrières sur le site de l'Inventaire du patrimoine naturel
3. 1 2 3  Michel Colonna Ceccaldi, « Histoire de Verrières », sur verrieres-le-buisson.fr (consulté le 6 octobre 2019)
4. ↑  « Présentation d'Aérospatiale Missiles », sur Aérospatiale-Missiles (consulté le 27 mai 2014).